# Rossmania ukurunduensis
Rossmania ukurunduensis är en svampart som beskrevs av Lar.N. Vassiljeva 2001. Rossmania ukurunduensis ingår i släktet Rossmania och familjen Sydowiellaceae.   Inga underarter finns listade i Catalogue of Life.